# Trabzon
Trabzon (deutsch historisch Trapezunt, neugriechisch Τραπεζούντα Trapezoúnda, altgriechisch Τραπεζοῦς Trapezoús/Trapezús) ist eine Stadt im Nordosten der Türkei und deren östlichste große Hafenstadt am Schwarzen Meer. 2021 hatte die Großstadtkommune Trabzon insgesamt 816.684 Einwohner und das Stadtzentrum Ortahisar 334.228 Einwohner. Die Großstadtkommune ist flächenidentisch mit der gleichnamigen Provinz. Die Stadt ist Umschlagplatz für den Export von im Umland angebauten Haselnüssen, Tee und Tabak.
Der antike Name der Stadt lautete Τραπεζοῦς (Trapezoús/Trapezús), aus dessen Nebenform Τραπεζούντα (Trapezoúnta) der neugriechische Name Τραπεζούντα (Trapezoúnda) gebildet wurde. Davon leiten sich auch die geläufige lateinische Bezeichnung Trapezuntum und die historische deutsche Bezeichnung Trapezunt ab. Um das 7. Jahrhundert v. Chr. von griechischen Siedlern gegründet, ließ der römische Kaiser Hadrian Anfang des 2. Jahrhunderts n. Chr. einen künstlichen Hafen anlegen und die Stadt ausbauen. Die im Mittelalter und bis zum Ersten Weltkrieg geschäftige Handelsstation an der Seidenstraße gehörte von 1204 bis 1461 zum Kaiserreich Trapezunt, als die Dynastie der Komnenen herrschte. In dieser Zeit entstanden die byzantinische Kathedrale Hagia Sophia und fast alle weiteren, historisch bedeutenden Bauwerke. Die meisten Kirchen wurden in osmanischer Zeit in Moscheen umgewandelt.

## Lage und Verkehr
Die entlang der Küste verlaufende E 70 verbindet Trabzon mit den großen Hafenstädten Samsun im Westen und Batumi jenseits der Grenze in Georgien. Die nächsten, mittelgroßen Städte sind Giresun, 134 Kilometer westlich, und Rize, 76 Kilometer östlich. Nach Süden zweigt die E 97 ab, die durch ein Tal im Ostpontischen Gebirge nach Erzurum und Erzincan führt. Die alte Bergstraße überquerte den 2032 Meter hohen Zigana-Pass, die neue Straße kürzt etwas westlich die Passhöhe durch einen Tunnel ab. Der in diesem Tal fließende Değirmendere mündet im Osten von Trabzon ins Meer. Das Gebirge mit bis zu über 3000 Meter hohen Gipfeln trennt den nur wenige Kilometer schmalen Küstenstreifen vom inneranatolischen Hochland.
Trabzon ist nicht an das türkische Eisenbahnnetz angeschlossen. Die Türkiye Cumhuriyeti Devlet Demiryolları (TCDD) plant eine Eisenbahnstrecke von Erzincan nach Trabzon und von Samsun über Trabzon nach Sarp (Grenze zu Georgien).  Außerdem plant die Stadt Trabzon eine Tramverbindung von Akçaabat nach Yomra und eine Seilbahnverbindung nach Köşk und Çukurçayır. Baubeginn ist 2025.
Der internationale Flughafen Trabzon liegt acht Kilometer östlich des Zentrums an der Schwarzmeerküste.
Der Hafen ist in einen Handelshafen, Fischereihafen, Passagierhafen und Yachthafen eingeteilt. Es besteht eine Fährverbindung mit Sotschi in Russland. Die türkische Marine betreibt des Weiteren in Trabzon einen Stützpunkt.

## Geschichte

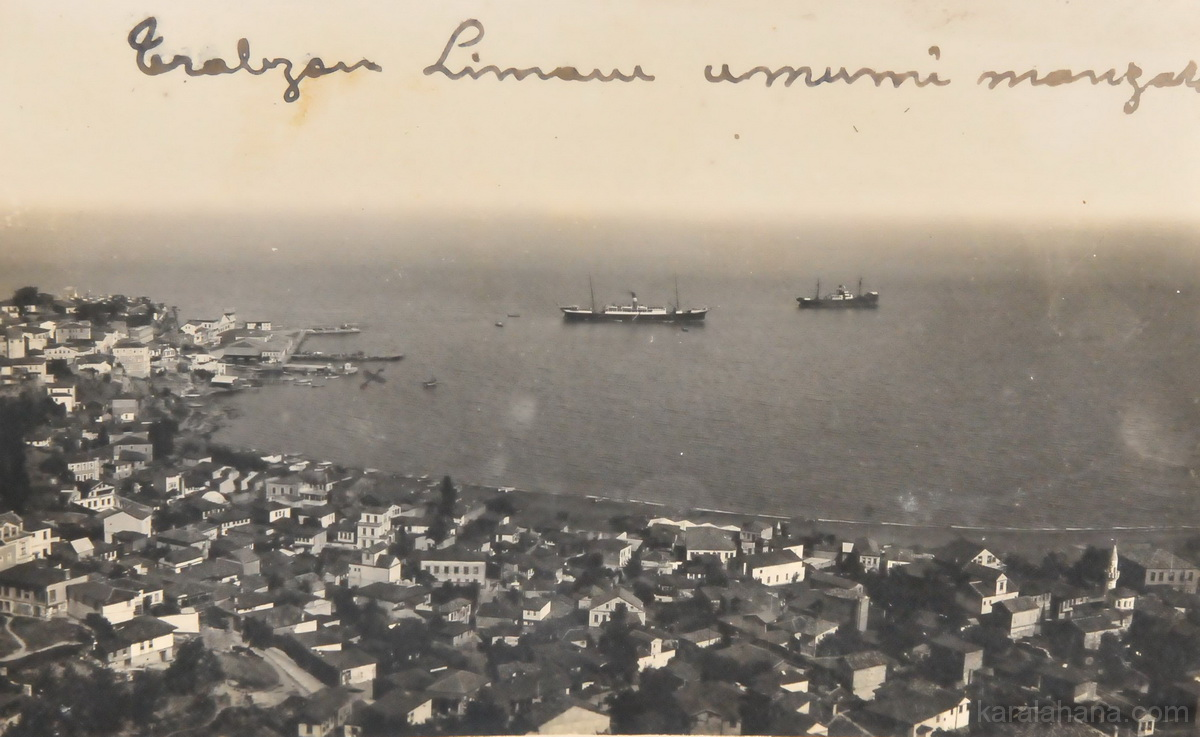
Der Hafen von Trabzon in den 1920er Jahren

### Vorgriechische Zeit
Aus der Zeit vor der griechischen Besiedelung im 8./7. vorchristlichen Jahrhundert ist über Trabzon so gut wie nichts bekannt. Vom Binnenland ist die Küste bei Trabzon mit der nur wenige Kilometer breiten Küstenebene durch das küstenparallel verlaufende Ostpontische Gebirge abgeriegelt und nur über den über 2000 m hohen Zigana-Pass erreichbar, so dass ein Mangel an Interesse der schriftbesitzenden frühgeschichtlichen Kulturen Anatoliens, Syriens und Mesopotamiens an der Gegend nicht überraschend ist. Schriftliche Quellen über Trabzon oder eine frühere Siedlung an dieser Stelle fehlen.

### Antike
Nach griechischer Überlieferung wurde Trapezus im Jahr 756 v. Chr. gegründet, laut Xenophon durch Siedler aus Sinope, einer Kolonie Milets. Für Sinope selbst sind unterschiedliche Gründungsdaten überliefert, wobei die archäologischen Befunde, die eine griechische Besiedlung ab dem späten 7. Jahrhundert v. Chr. belegen, am besten mit dem Gründungsdatum 631 v. Chr. des Eusebius vereinbar sind. Demnach kann Trabzon erst im späten 7. oder im 6. Jahrhundert v. Chr. von Griechen aus Sinope besiedelt worden sein. Diese Kolonien am Schwarzen Meer waren kleine Enklaven griechischer Kultur, deren Herrschaftsbereich sich nur wenig ins Landesinnere erstreckte. Nach dem griechischen Geschichtsschreiber Herodot eroberten die Kimmerer um 700 v. Chr. u. a. auch die Küstenregion um Trapezus. Von hier aus unternahmen sie Plünderungszüge nach Kleinasien, bis sie vom neuassyrischen Herrscher Assurbanipal (reg. 669–627) zurückgeschlagen wurden. Um 546 v. Chr. eroberte der achämenidische König Kyros II. die östliche Schwarzmeerregion, die zu einer persischen Satrapie erklärt wurde. Intrigen um die Thronfolge führten zu einem Streit zwischen Artaxerxes II. und seinem Bruder Kyros, der 401 v. Chr. in der Schlacht bei Kunaxa (etwa 80 Kilometer nördlich von Babylon am Euphrat) mit dem Tod von Kyros endete. Die über zehntausend in der Armee von Kyros kämpfenden griechischen Söldner und ihre Sklaven unter Führung von Xenophon zogen sich nach Norden zurück, durchquerten die Satrapie Armenien und erreichten schließlich den Hafen von Trapezus. Beschrieben ist der „Zug der Zehntausend“ in Xenophons Schrift Anabasis. In Trapezus wurden die Alten und Verletzten auf Schiffen weitertransportiert, die übrigen Söldner marschierten über Pergamon bis in ihre Heimat. Xenophon erwähnt in seiner Anabasis die Stadt als dem benachbarten Sinop tributpflichtig.
Nach seinem Sieg über die Perser in der Schlacht bei Issos 333 v. Chr. eroberte Alexander der Große auch die östliche Schwarzmeerküste. Nach seinem Tod 323 v. Chr. gründete im Norden des kleinasiatischen Seleukidenreichs Mithridates I. 301 v. Chr. das Königreich Pontos mit Trapezus als dem wichtigsten Hafen. Bis zu Mithridates VI. Eupator (reg. 120–63 v. Chr.) hatte sich das pontische Reich maximal ausgedehnt und die Provinzen des Römischen Reiches im westlichen Kleinasien bedroht. In drei Mithridatischen Kriegen besiegten die Römer das pontische Reich. Bis zum Ende des ersten nachchristlichen Jahrhunderts wurde sukzessive die gesamte Schwarzmeerküste als Provinzen in das Römische Reich eingegliedert.
In der römischen Kaiserzeit ließ Hadrian (reg. 117–138) Trapezus zur Provinzhauptstadt ausbauen, die sich durch ihren 129 n. Chr. künstlich angelegten Hafen einen Namen als Schiffbauzentrum machte. Der Hafen war nun der Endpunkt einer Militärstraße, die bis zur Reichsgrenze am syrischen Euphrat führte. Die Römer ließen auch die obere Zitadelle und den mittleren Teil der Stadtbefestigung errichten oder verstärken.

### Spätantike bis zum frühen Mittelalter

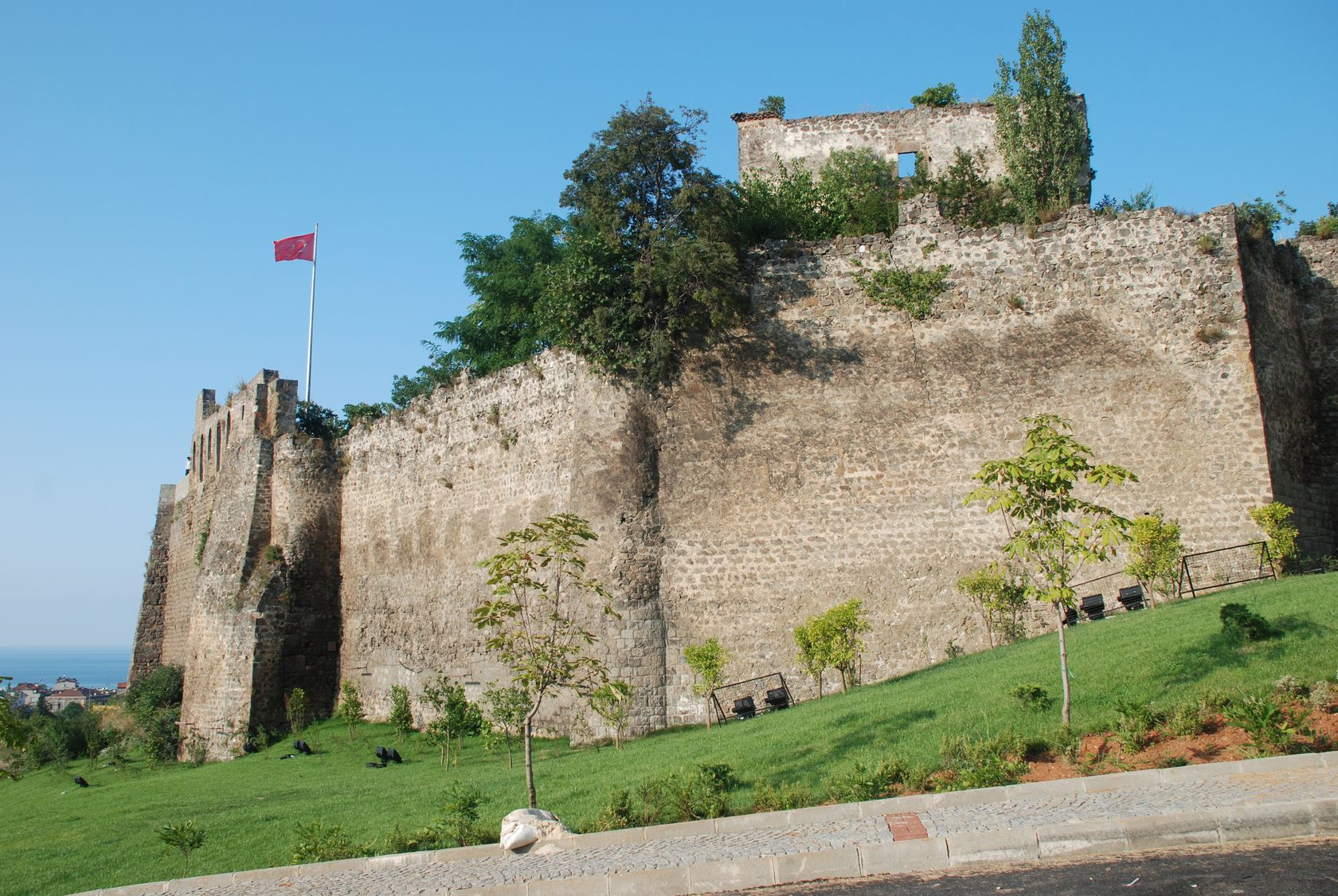
Südwestliche Festungsmauer der Zitadelle. Oberer Teil aus dem Ende des 14. Jahrhunderts, darunter vom Ende des 13. Jahrhunderts. Die Mauerverstärkung vor dem halbrunden Vorsprung unterhalb der Flagge stammt aus der späteren Zeit.

256 n. Chr. zerstörten angreifende Goten Trapezus, das sich davon wirtschaftlich kaum noch erholte, wenngleich es schließlich bis zum 4. Jahrhundert der Sitz eines Statthalters und seit Ende des 3. Jahrhunderts das Quartier der Legio I Pontica war. Die christlichen Bewohner errichteten in frühbyzantinischer Zeit viele Kirchen und Klöster. Im 6. Jahrhundert ließ Kaiser Justinian I. die Stadtmauern verstärken. Baureste aus den folgenden Jahrhunderten haben sich – mit Ausnahme der St.-Anna-Kirche von 884/885 – nicht erhalten, die Stadt muss jedoch weiterhin ein bedeutender Hafen geblieben sein. Seit dem 9. Jahrhundert war sie der Hauptort des Themas Chaldia. Eine Blütezeit erlebte Trapezunt unter Kaiser Basileios II. (reg. 976–1025). Er ließ zahlreiche Kirchen errichten, die heute entweder verschwunden sind oder deren ursprüngliche Strukturen überbaut wurden. Während der Herrschaft der iberischen Bagratiden (820–1000) unterhielt Trabzon einen lebhaften Handel mit Georgien, der über Ardanuç und das Tal von Kola abgewickelt wurde.

### Mittelalter
Um die Mitte der 1080er Jahre gelang es dem Militär unter Theodoros Gabras, das von den Seldschuken annektierte Trapezunt für Byzanz zurückzuerobern und sich als de facto selbstständiger Herrscher an der pontischen Schwarzmeerküste zu etablieren. Erst um 1140 stellte Kaiser Johannes II. in Trapezunt wieder die kaiserliche Autorität her.
Als die Armeen des Vierten Kreuzzuges 1204 unerwartet das Byzantinische Reich angriffen, niederwarfen und im eroberten Konstantinopel das Lateinische Kaiserreich errichteten, entstanden um dieses herum mehrere byzantinische Nachfolgestaaten. Das Reich von Trapezunt war einer davon, obwohl es schon im April 1204 gegründet worden war, vor dem Fall von Konstantinopel. Trapezunt wurde damit die Hauptstadt eines gesonderten Kaiserreiches, eines schon 1185 vor dem Volksaufstand geflohenen Zweiges der byzantinischen Herrscherdynastie der Komnenen. Die beiden Enkel des Kaisers Andronikos I., Alexios und David Komnenos, hatten Unterstützung am Hof der Königin Tamar von Georgien gefunden. Alexios I. wurde 1204 der erste Kaiser von Trapezunt, sein jüngerer Bruder David zog westwärts und eroberte Sinop, scheiterte letztlich aber in Westkleinasien am Kaiserreich Nikaia. Seit 1204 besaßen die Genuesen eine Kolonie in Trapezunt, seit 1289 auch in Amisos (heute Samsun) und 1301 in Sinop. Die konkurrierenden Venezianer eröffneten 1319 in Trapezunt eine Handelsniederlassung inklusive einer ständigen Vertretung vor Ort, um die zugesicherten Privilegien zu bewahren. Die venezianische Niederlassung bestand bis 1452.
Nach dem Einfall der Mongolen Mitte des 13. Jahrhunderts erlebte die Stadt durch Handel und Zölle einen enormen Wohlstand. Sie wurde zum Knotenpunkt von Handelsrouten nach Russland, in den Mittelmeerraum und in den Mittleren Osten. Dabei spielte das venezianische Händlerquartier eine bedeutende Rolle, zumal die Venezianer durch die Genuesen von der Krim verdrängt worden waren. Im Zuge dieser wirtschaftlichen und kulturellen Blüte entstanden in der Hauptstadt prächtige Bauwerke, wie etwa die Kirche Hagia Sophia. Mit dem Schwinden der mongolischen Macht nach 1320 sah sich auch Trapezunt zunehmend Angriffen türkischer Stämme ausgesetzt. Hinzu kamen Bürgerkriege und interne Intrigen. Dennoch behielt die Stadt ihren Status als wichtiger Handelsplatz am Schwarzen Meer bis weit ins 15. Jahrhundert hinein.

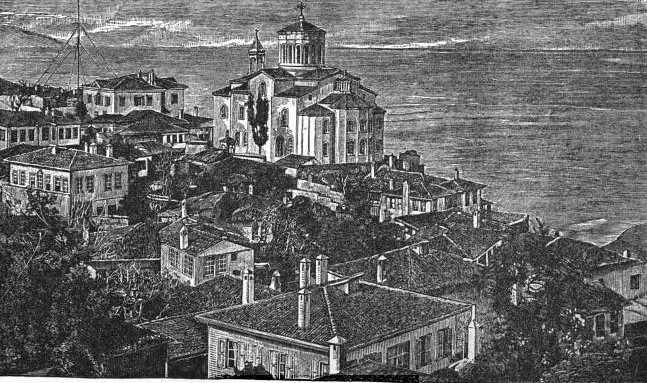
St.-Basil-Kirche (Büyük Ayvasil Kilise), 14. oder 15. Jahrhundert, in einer Buchillustration von 1888

Auf dem Höhepunkt seiner Macht war der Hof der Komnenen ein bedeutendes künstlerisches und kulturelles Zentrum, das Trapezunt zum letzten Refugium griechischer Kultur in Kleinasien machte. In dieser Zeit wurden die meisten der Kirchen erbaut, die heute noch zu sehen sind. Die Komnenen förderten auch den Neubau von Klöstern und unterstützten die Erweiterung bestehender Klöster. In der zweiten Hälfte des 14. Jahrhunderts kamen zahlreiche armenische Einwanderer, die aus der im Niedergang begriffenen Stadt Ani oder vor den jahrelangen Kämpfen in der Umgebung von Sivas geflohen waren. Das bedeutendste armenische Bauwerk aus dieser Zeit ist das Kloster Kaymaklı auf dem Boztepe-Hügel drei Kilometer südöstlich des Stadtzentrums.
Nach der Eroberung Konstantinopels durch die Türken im Jahre 1453 behauptete sich das Reich von Trapezunt noch wenige Jahre unter osmanischer Oberherrschaft. Trapezunt fiel schließlich unter dem letzten Großkomnenen David Komnenos 1461 an Mehmed II., nachdem es als Führer eines Bündnisses griechischer Länder gegen den Sultan einen letzten Versuch unternommen hatte, das Byzantinische Reich wiederherzustellen. David wurde nach Konstantinopel gebracht und dort mit seiner Familie erdrosselt. Mehmed ließ den wohlhabenden Teil der Einwohner nach Konstantinopel umsiedeln, andere wurden als Sklaven zum Heer abkommandiert, 800 junge Männer landeten im Janitscharenkorps. In Trapezunt verblieb die im Hafengebiet lebende arme Bevölkerungsschicht. In die obere Festung und die befestigte mittlere Stadt zog das Militär ein. In osmanischer Zeit wurde aus dem Kaiserreich Trapezunt das Eyâlet Trabosan gebildet. Bis ins 19. Jahrhundert wurden kaum neue Gebäude errichtet. Anstatt Moscheen zu bauen, funktionierte man die vorhandenen Kirchen um.

### 19. Jahrhundert
Anfang des 19. Jahrhunderts war Trabzon durch den Handel mit Russland wirtschaftlich stark. Teilweise war es von der osmanischen Regierung, die von den Bürgern der Stadt keine Steuern eintrieb, unabhängig geworden. Im Russisch-Türkischen Krieg 1828–1829 drangen russische Einheiten bis Trabzon vor. Im nach Kriegsende unterzeichneten Vertrag von Adrianopel ließ sich Russland seine bisherigen Handelsprivilegien für das gesamte Osmanische Reich zusichern. In der Folge forderten andere europäische Mächte ebensolche Garantien für ihren Handel in den Küstenstädten am Schwarzen Meer. Die Umsätze in den Hafenstädten stiegen sprunghaft, der Profit ging jedoch überwiegend ins Ausland. Von 1829 an eröffneten mehrere ausländische Konsulate in Trabzon und bis zur Mitte des 19. Jahrhunderts beherrschten britische Firmen durch ihren Transithandel mit Persien die Wirtschaft der Stadt. Der Krimkrieg 1853–1856 beförderte noch den Handel, weil nun auch Kriegsgerät am Hafen verladen wurde. Ab der Mitte des 19. Jahrhunderts entstanden seit dem Mittelalter erstmals neue, aber wenig bedeutende Kirchengebäude, in denen bis 1923 Gottesdienste stattfanden.
1836 eröffnete eine britische Reederei eine Dampfschifffahrtslinie von Istanbul über Samsun nach Trabzon, wenige Jahre später folgten die Gesellschaften von vier weiteren Ländern. Diese Schiffsroute wirkte sich auch vorteilhaft auf den seit langem bestehenden Handel mit tscherkessischen und georgischen Sklaven aus, die über den Hafen Trabzon vorzugsweise auf britischen Schiffen nach Istanbul, in die Levante und bis Ägypten verbracht wurden. Auf Druck der europäischen Länder wurde 1855 der Sklavenhandel offiziell verboten, weshalb nun Händler die Sklaven aus dem Kaukasus mit kleineren Segelbooten auf dem stürmischen östlichen Schwarzmeer nach Trabzon beförderten, wo sie auf verschiedenen Wegen weitergeschmuggelt wurden. Noch Anfang der 1870er Jahre hielten sich Sklavenhändler in der Stadt auf. Der Handel mit Waren nach Persien ging mit der Eröffnung des Suezkanals 1869 und der anschließenden Eröffnung des iranischen Hafens Chorramschahr zurück. Mit dem Bau von Eisenbahnlinien Anfang des 20. Jahrhunderts quer durch Anatolien geriet Trapezunt weiter ins verkehrstechnische Abseits.

### 20. Jahrhundert
Im Februar 1914 wurde der Auftrag für die Einholung der „patriotischen Kollekte“ zum Kauf von Kriegsschiffen vom städtischen Komitee für Einheit und Fortschritt an Kriminelle übertragen. Griechen und Armenier von Trapezunt wurden erpresst und ihre Geschäfte wurden geplündert (siehe auch Griechenverfolgungen im Osmanischen Reich 1914–1923). Wie in anderen Städten folgte ein Boykott armenischer und griechischer Unternehmen. Kurz nach der Generalmobilmachung fiel das armenische Gymnasium einem Brand zum Opfer. Nach dem Besuch von Bahattin Şakir vom 23. Juni 1915 wurde das Rot-Kreuz-Spital geschlossen und es begann im Zuge des Völkermord an den Armeniern die Deportation der armenischen Bevölkerung. Viele armenische Frauen und Kinder wurden auf Anweisung des Vilâyet-Gouverneurs Cemal Azmi (auch als „Schlächter von Trapezunt“ bekannt) in Booten auf das offene Meer getrieben, wo sie kenterten. Der amerikanische Konsul von Trapezunt berichtete, dass vollbesetzte Boote hinausfuhren und wenige Stunden später leer zurückkehrten.
Während des Ersten Weltkriegs verließen die Türken im April 1916 die Stadt. Die griechische Bevölkerung informierte die russischen Truppen, die Trapezunt am 19. April 1916 besetzten und darauf den Vormarsch entlang der Meeresküste einstellten. Einige griechische Kirchenführer und Geschäftsleute kooperierten mit den Russen und lenkten so die Abneigung der türkischen Bevölkerungsmehrheit auf sich. Ab Januar 1918 zogen sich aber die Russen nach Verhandlungen zurück. Türkische Milizen begannen sogleich, die griechische Gemeinde anzugreifen, die sich in Teilen der Stadt verbarrikadierte. Am 14. Februar 1918 erschien ein Trupp türkischer Soldaten, diese waren aber nicht in der Lage, in dem Machtvakuum Ruhe und Ordnung herzustellen. In den folgenden zwei Jahren verschlechterte sich die Sicherheitslage noch. Eine griechische Unabhängigkeitsbewegung, die eine unabhängige Republik Pontos zwischen Samsun und Trabzon anstrebte, verlieh ihrer Forderung am Neujahrstag 1920 mit einer Serie von Bombenanschlägen Nachdruck. Der Vertrag von Sèvres hatte Trapezunt zunächst als Teil von Armenien vorgesehen. Im April 1920 brachte jedoch die türkische Armee die Stadt unter ihre Kontrolle.
Nach der Niederlage Griechenlands im Griechisch-Türkischen Krieg 1919–1922 wurde der starke Bevölkerungsanteil der Pontosgriechen im Zuge des im Vertrag von Lausanne vereinbarten „Bevölkerungsaustausches“ nach Griechenland ausgesiedelt. Dagegen blieben die zum Islam konvertierten Griechen in Trabzon zurück.
Von 1953 bis 1970 existierte eine US-amerikanische Militärbasis. Seit der Westöffnung der früheren Sowjetrepubliken nach 1991 reisen vor allem russische Touristen und Händler nach Trabzon. Für die Besucher entstand eine ausgeprägte Infrastruktur.
2013 richtete die Bundeswehr im Hafen von Trabzon den Logistischen Umschlagpunkt Trabzon ein, über den bis Dezember 2014 Material aus Afghanistan nach Deutschland zurückgeführt wurde.

## Stadtbild

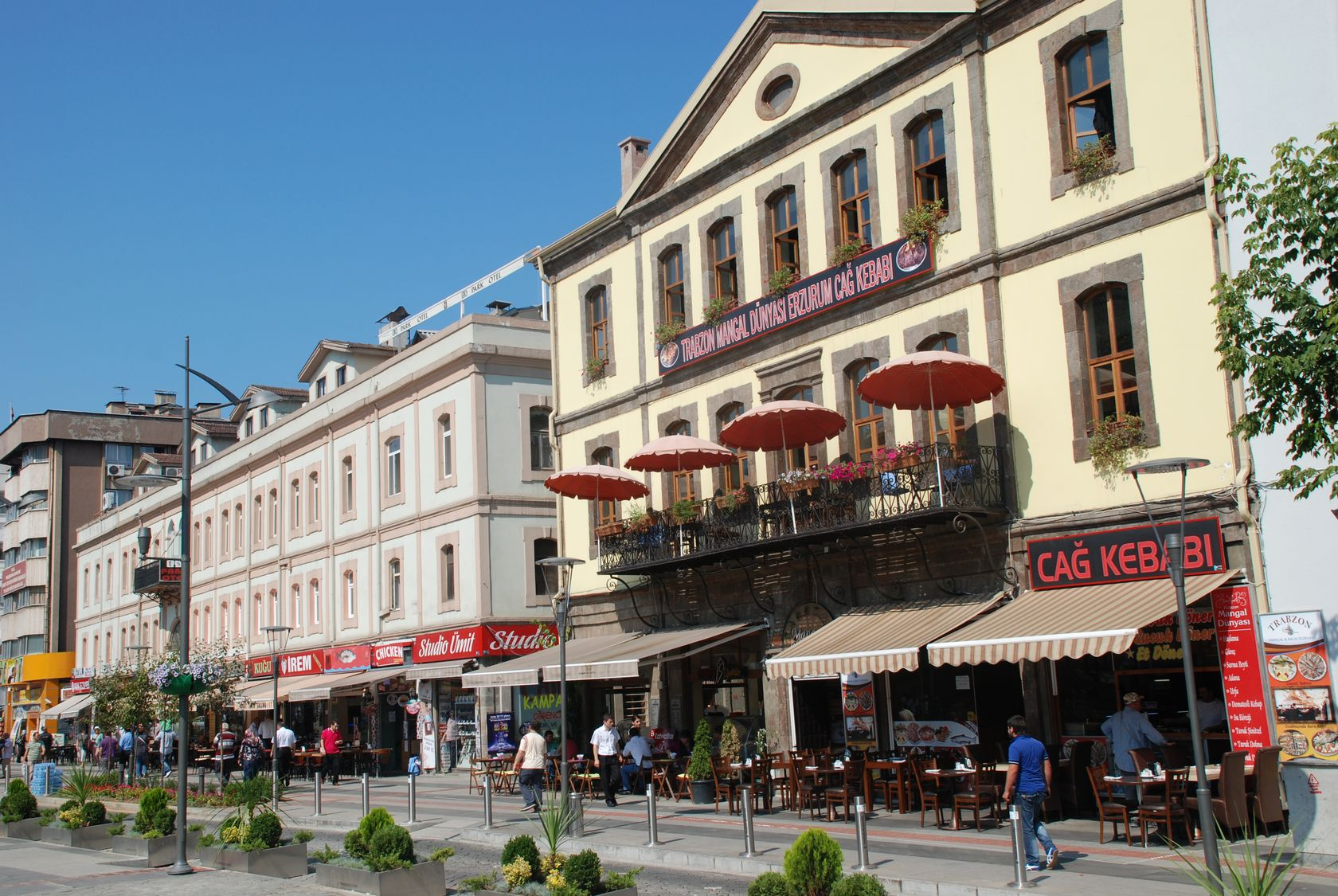
Atatürk Alanı. Zentrum der modernen Stadt mit Ladengeschäften, Hotels und Restaurants

Der Name der Stadt ist von Griechisch trapeza, „Tisch“ oder „flache Ebene“, abgeleitet und bezieht sich auf die Form des Zitadellenhügels, der westlich des Hafens die Stadt überragt. Die schnellwachsenden Vorortsiedlungen entlang der Küste haben bis in die steilen Berghänge einen großen Teil der früheren landwirtschaftlichen Flächen überbaut. Der Hafen liegt etwa in der Mitte der entlang der Küste sich ausdehnenden überbauten Stadtfläche. Südlich des Hafens beginnt hinter dem schmalen Küstenvorland der steile Anstieg auf den Hausberg Boztepe. Hinter einem Vorhügel am Meer, den die Küstenautobahn in einem Tunnel unterquert, erstreckt sich ab etwa 200 Meter westlich des Hafenbeckens das Geschäftszentrum. Dieses ist auf den Atatürk Alanı orientiert, einen zentralen, rechteckigen Platz, der auch Meydan Parkı genannt und vom Standbild des Staatsgründers Atatürk beherrscht wird. In der Umgebung des Platzes reihen sich an den Haupt- und Nebenstraßen eine große Zahl von Hotels in allen Preisklassen, Restaurants, Boutiquen und Ladengeschäfte aneinander.
Entlang der Küstenstraße nach Osten schließt sich um die Hafenanlagen ein ausgedehntes Industriegebiet an. Nach Westen führen vom Atatürk Alanı eine Fußgängerzone (Uzun Sokak) und mehrere Parallelstraßen durch kompakte Wohnviertel zum einen Kilometer entfernten Festungshügel. Das um 1900 als Wohnhaus eines griechischen Bankiers errichtete, archäologisch-ethnografische Trabzon-Museum liegt an der Zeytinlik Caddesi, die von der Uzun Sokak nach Süden abgeht.
Die Technische Universität Karadeniz Teknik Üniversitesi in der Nähe des Flughafens wurde 1955 gegründet. Das 1682 gegründete griechische Phrontisterion von Trapezunt bestand bis 1921.

### Festungshügel

#### Kule Hisar
Die gesamte Festungsanlage ist nach einem von der Küste landeinwärts gerichteten schmalen Hügelgrat aufsteigend in drei Bereiche gegliedert, die „untere Festung“ (Aşaği Hisar), „mittlere Festung“ (Orta Hisar) und „obere Festung“ (Kule Hisar, oder „innere Festung“, Iç Kale) genannt werden. Bei einem Bürgerkrieg im 17. Jahrhundert wurde die nach Süden spitz zulaufende obere Festung zerstört; zuvor residierte hier der osmanische Gouverneur. Erhalten blieb die unter Alexios II. (reg. 1297–1330) neu erbaute Festungsmauer in ihrem westlichen Teil, die sich auf der Felskante oberhalb eines tief eingeschnittenen Quertals erhebt. Laut einer Inschrift wurde sie 1324 vollendet. An der Stelle der Oberburg (Zitadelle) dehnt sich heute ein modernes Wohngebiet mit mehrstöckigen Neubauten weit den Hang hinauf. Die erhaltenen Strukturen der Zitadelle stammen aus der Zeit des Kaiserreichs Trapezunt. An wenigen Stellen ist die überbaute ältere Umfassungsmauer der römischen Akropolis aus dem Ende des 1. oder dem 2. Jahrhundert n. Chr. noch zu erkennen. Damals wurden große, sorgfältig behauene Steine ohne Mörtel aufeinandergeschichtet.

#### Orta Hisar
Der gesamte Hügel wird in Nord-Süd-Richtung von einer Straße (Iç Kale Caddesi) durchquert. Die Umfassungsmauern der mittleren Festung stammen vermutlich überwiegend aus mittelbyzantinischer Zeit. In diesen noch teilweise historischen Bereich führen zwei Straßenbrücken: von Osten die Tabakhane Köprüsü aus dem 19. Jahrhundert und von Westen die Zağnos Köprüsü (auch Zağanos Paşa Köprüsü). Sie wurde nach einem der ersten Provinzgouverneure (Beylerbey) des Eyâlet Trabzon benannt. Die Brücke besteht heute aus einem einzelnen massiven Rundbogen. Vorläufer gab es in der römischen oder bereits in der hellenistischen Zeit. Von der römischen Brücke sind noch Teile von zwei der möglicherweise acht Bögen etwas südlich am westlichen Ufer des Baches zu sehen.

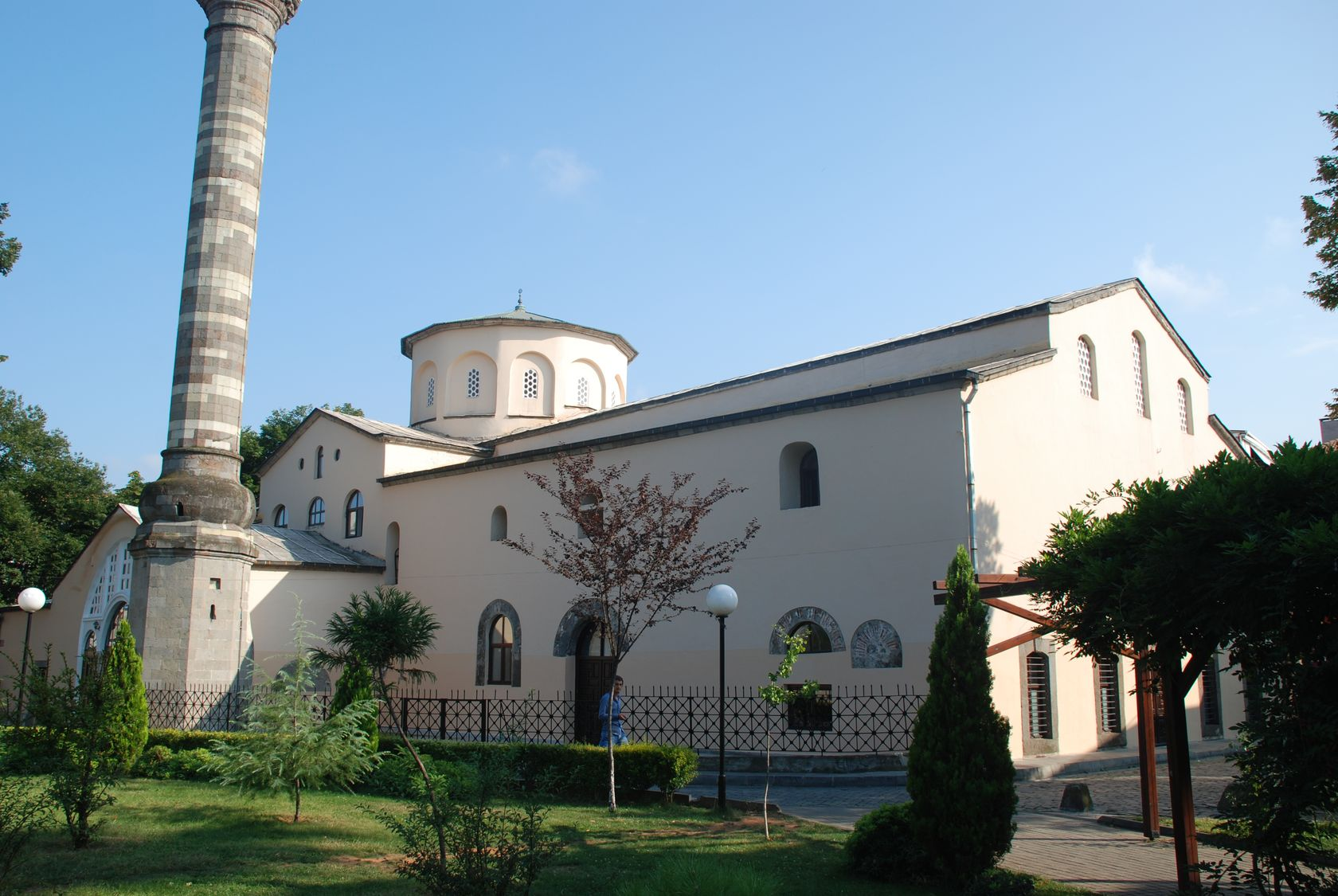
Ortahisar-Moschee von Nordwesten

Die Orta Hisar Camii, auch Fatih Camii, befindet sich in der mittleren Festung. Die Moschee ist die ehemalige Kathedrale Panaghia Chrysokephalos („Goldköpfige Muttergottes“), benannt nach einer Marienikone, die in der Kirche verwahrt wurde und einen goldenen Heiligenschein besaß. Nach der Geschichtstradition ließ Hannibalianus, der Neffe Konstantins des Großen Anfang des 4. Jahrhunderts an der Stelle eines Tempels die erste Marienkirche errichten. Im 10. Jahrhundert stand hier eine Bischofskirche, die Anfang des 13. Jahrhunderts vollständig neu gebaut wurde. Nach dem Umbau war die Kathedrale eine schlichte dreischiffige Pfeilerbasilika mit Emporen über den Seitenschiffen, die als Krönungskirche des Kaiserreiches diente. An der Ostwand ragte eine außen fünfeckige und innen kreisrunde Apsis hinaus, die von drei Fenstern belichtet war. Der Westwand des Kirchenschiffs war ein Narthex vorgelagert, der noch heute vorhanden ist. Nachdem Kaiser Andronikos I. (reg. 1222–1235) im Jahr 1228 eine Belagerung der Stadt durch die Rum-Seldschuken überstanden und mit ihnen einen Vertrag über die Unabhängigkeit Trapezunts geschlossen hatte, ließ er zum Dank für die göttliche Errettung die Kirche der Goldköpfigen Maria prachtvoll ausgestalten. Die Apsis wurde mit Marmor verkleidet und der Apsisboden mit Mosaiken belegt. Der Mosaikfußboden ist heute unter Holzbrettern mit einem Teppichbodenbelag verborgen, an den Wänden blieben kleinere restaurierte Felder mit Marmormosaiken erhalten.
Der Umbau zu einer Kreuzkuppelkirche erfolgte vermutlich zwischen 1339 und 1351. Dabei entfernte man das zweite Pfeilerpaar, um einen quadratischen Raum zwischen vier mächtigen Pfeilern vor dem Altarraum zu schaffen. Über dieser Grundform wurde ein zwölfseitiger, mittels Pendentifs angeschlossener Tambour errichtet, der mit einer Kuppel überdeckt wurde. Die zu Querschiffen umfunktionierten Seitenräume im Norden und Süden erhielten hohe Gewölbedecken. Vermutlich auf beiden Seiten entstanden Vorhallen, ein weiterer Narthex mit Tonnengewölbe im Westen (Exonarthex) sollte die durch den Einbau des Querschiffs verlorengegangene starke Längsorientierung auf den Altar wiederherstellen. Seine vier Querrippen liegen in Flucht zu den Pfeilerstellungen des inneren Narthex. Ein kleinerer Anbau dieser Zeit war die halbrunde Nebenapsis im Süden der Ostwand. Kurz nachdem 1461 die Osmanen Trapezunt eingenommen hatten, wurde die Kirche 1468 in eine Moschee umgewidmet, hierbei verschwand der südliche Querbau. Die begradigte Südwand erhielt einen Mihrāb. Unter den weiß gestrichenen Wänden dürften zumindest Teile der alten Fresken erhalten sein.
Wenige Meter nördlich liegt direkt an der Nordmauer der mittleren Festungsstadt das Çifte Hamam („Doppel-Hamam“), das ursprünglich ebenfalls eine Kirche war, vermutlich eine Basilika mit einer Kuppel und drei Apsiden. Im heutigen Dampfbad benutzen die Männer das ehemalige Kirchenschiff und den Narthex, die Frauen Apsiden und Altarraum. Nur ein Teil der West- und Südostwand ist von außen zu sehen.

#### Aşaği Hisar
Während die mittlere und obere Festungsstadt im Westen durch den steilen Taleinschnitt begrenzt war, schloss der Anfang 14. Jahrhundert angelegte untere befestigte Stadtteil dieses Tal mit ein. Im Norden reichten die Mauern bis unmittelbar an die Küste, wo sich zuvor der unter Hadrian angelegte Hafen befand. Zu dieser Zeit war der Hafen bereits an seinen heutigen Ort an der Landzunge 1,5 Kilometer östlich verlagert worden. Die meisten erhaltenen Mauerreste sind durch Wohnhäuser verbaut. Die Umfassungsmauern waren nicht besonders gesichert, es gab keine Wehrtürme, sondern nur an einigen Stellen an der Rückseite offene Mauervorsprünge.
Die Nakıp Camii in der unteren Festungsstadt war als eine im 10./11. Jahrhundert erbaute Basilika dem Apostel Andreas geweiht, von dem behauptet wird, er habe in Trabzon missioniert. Vermutlich kurz nach der osmanischen Eroberung wurde sie in eine Moschee umgewandelt und erhielt einen Vorbau entlang der Nordseite. Eine mittlere und nördliche, hufeisenförmige Apsis ragten aus der Ostwand. Um 1960 wurde das Gebäude aufgegeben, zu dieser Zeit war noch ein Narthex an der Westseite zu sehen. Seit 2019 ist das Gebäude restauriert.

### Yeni Cuma Camii

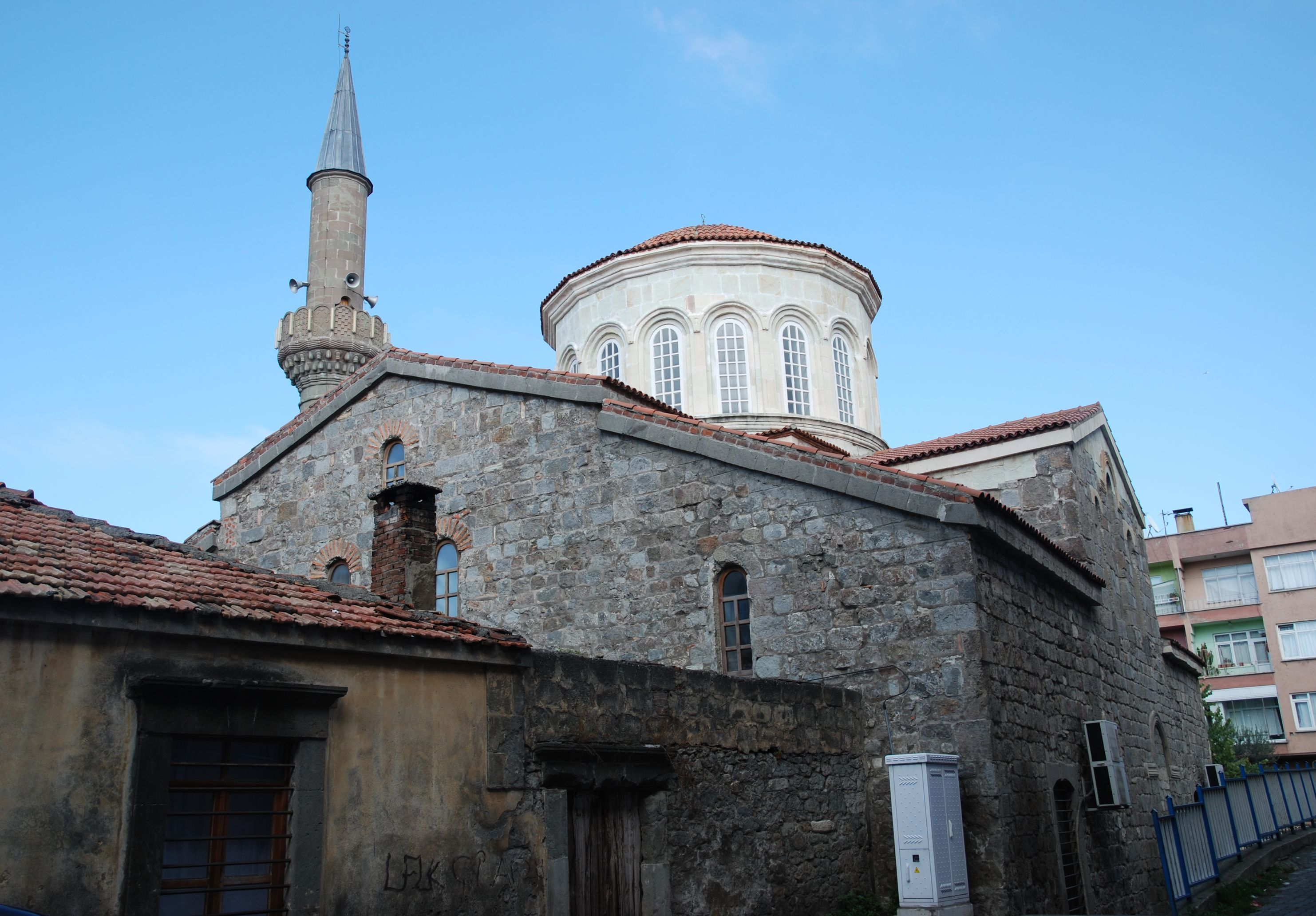
Yeni Cuma Camii von Südwesten

Die „Neue Freitagsmoschee“ ist die umgebaute Kirche eines Klosters, das seit dem 9. Jahrhundert St. Eugenios hieß und etwa 150 Meter östlich der Zitadelle steht. Basileios II. veranlasste den Bau der ersten Eugenioskirche während seines Aufenthalts in Trabzon zum Jahreswechsel 1021/22. Zu Beginn der Komnenen-Herrschaft war Eugenios zum Hauptheiligen der Stadt aufgestiegen. Der Legende nach soll der christliche Märtyrer um 300 auf dem Berg Minthrios (heute Boztepe, drei Kilometer südöstlich der Stadt gelegen) mit Verbündeten zusammen den Mithras-Tempel gestürmt haben und dafür enthauptet worden sein.
Ende 13. Jahrhundert wurde etwas nördlich eine neue und größere Kirche errichtet. Der heute überdeckte Steinboden datiert wie der basilikale Grundplan in das Jahr 1291. Beide Kirchen standen während eines Bürgerkriegs 1340 in Flammen, kurz danach wurde unter Kaiser Alexios III. (reg. 1349–1390) die nördliche Kirche in neuer Form wieder instand gesetzt und früh in eine Moschee umgewandelt. 1461 verrichtete Sultan Mehmed II. nach der Eroberung der Stadt hier sein erstes Freitagsgebet und ordnete den Bau eines Minaretts an.
Das erhaltene Gebäude ist eine Kreuzkuppelkirche, aus deren rechteckiger Grundform an der Ostseite in der Mitte eine große fünfeckige und seitlich zwei kleinere runde Apsiden herausragen. Über dem mittleren Quadrat erhebt sich ein hoher durchfensterter Tambour mit einer Kuppel. Die Bögen an der Ostseite des Quadrats ruhen auf kreuzförmigen Pfeilern, während ungewöhnlicherweise an der Westseite zwei dorische Säulen wiederverwendet wurden. Die weiße Wandfarbe verdeckt Fresken aus dem 14. Jahrhundert. Das Westportal ist zugemauert, hier grenzt ein Wohnhaus an, der Zugang erfolgt neben dem Minarett durch einen Vorbau an der Nordseite. Das Gebäude wurde in den Jahren nach 2000 gründlich renoviert.

### St.-Anna-Kirche

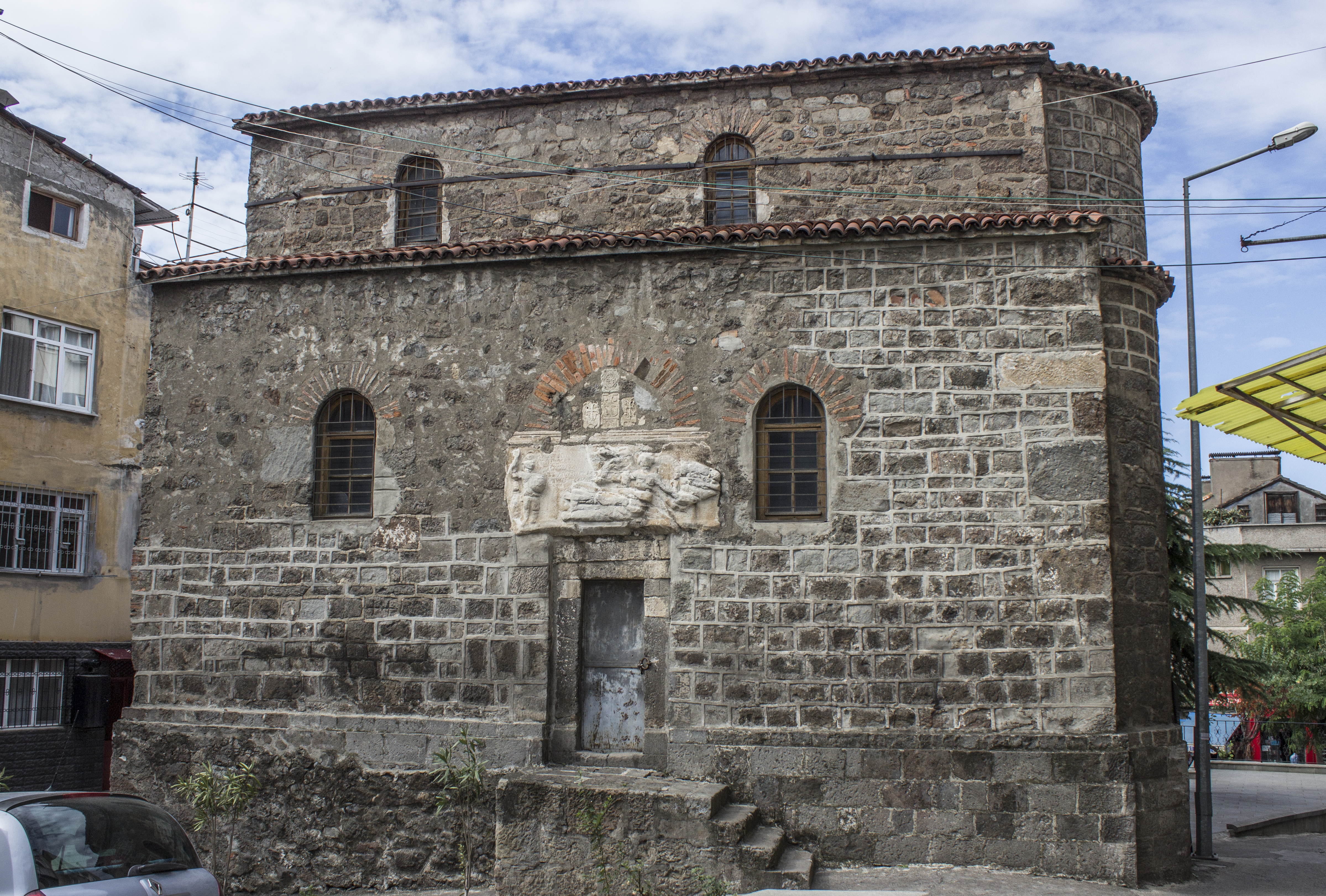
St.-Anna-Kirche. Eingang über eine Treppe an der südlichen Längsseite

Die kleine byzantinische St.-Anna-Kirche (griechisch Hagia Anna, türkisch Küçük Ayvasıl Kilise) ist die älteste erhaltene Kirche der Stadt. Die dreischiffige Basilika befindet sich in einem lebhaften Geschäftsviertel etwa 200 Meter östlich der mittleren Festungsstadt. Nach einer Inschrift über dem Südportal wurde die grob gefügte Außenmauer 884/85 unter dem byzantinischen Kaiser Basileios I. restauriert oder eher neugebaut. Der Betsaal misst innen 6,6 Meter in der Breite und 7,4 Meter in der Länge. Nach Osten schließen sich drei hufeisenförmige, aus der Giebelwand ragende Apsiden an, die mittlere ist etwas größer und wird von drei Fenstern erhellt, die seitlichen Apsiden je von einem. Ein wiederverwendetes Säulenpaar mit ionischen Kapitellen trägt Gurtbögen in beiden Richtungen. Das mittlere Tonnengewölbe ist etwa 2,5 mal so hoch wie die Säulen, die schmäleren seitlichen Gewölbe sind nur wenig niedriger. Der Zugang erfolgt über eine Treppe von der Südseite.
Die St.-Anna-Kirche besitzt als einzige eine Krypta, vermutlich diente sie ab dem 13. Jahrhundert als Grabkapelle. Später wurde sie nicht in eine Moschee umgewidmet. Das Gebäude befindet sich nach einer Restaurierung in den 1970er oder 1980er Jahren in einem ordentlichen Zustand, es ist innen ausgeräumt und normalerweise verschlossen.

### Weitere Gebäude im Zentrum Richtung Osten

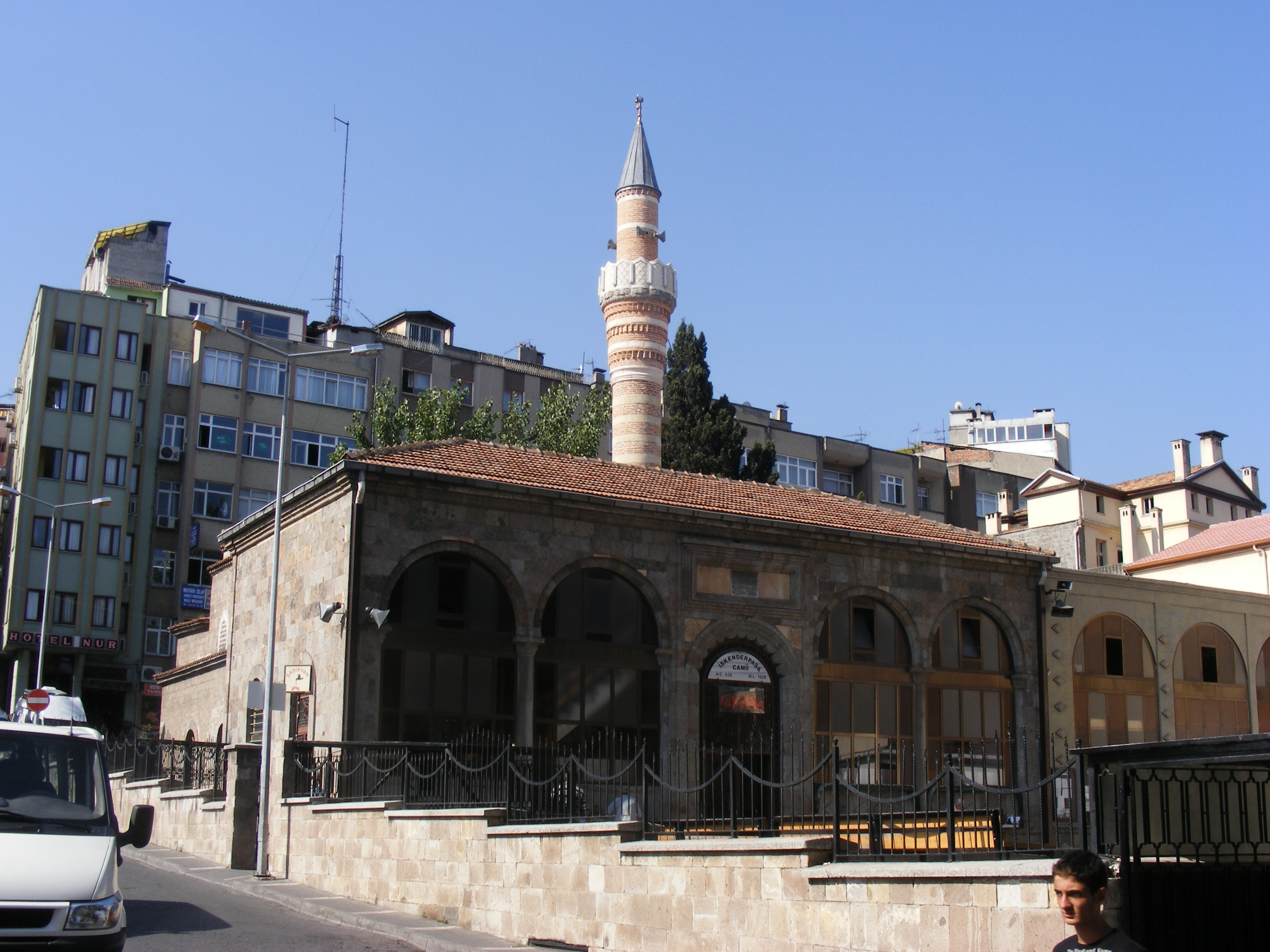
İskender Paşa Camii

Die armenische, große St.-Basil-Kirche (Büyük Ayvasil Kilise) blieb wenige Meter nördlich der St.-Anna-Kirche erhalten, sie stammt (nach einem Umbau?) vermutlich aus dem 14. oder 15. Jahrhundert. Aus dieser Zeit besitzt sie eine Kreuzkuppel innerhalb eines rechteckigen Kirchenschiffs, das zwischen 1890 und 1895 um eine Säulenstellung nach Westen verlängert wurde. Zusätzlich wurde ein Narthex vor die Westwand gebaut. Die Säulen im Kirchenschiff sind Spolien von einem spätrömischen Gebäude. Eine Empore über dem Narthex setzt sich U-förmig an der Nord- und Südwand bis in den Hauptraum fort. Der Eingang befindet sich in der Südwand des Narthex.
Die Kirche G aus dem 19. Jahrhundert steht nördlich der Meraş Caddesi und entspricht im Grundplan der St. Basil-Kirche. Der überkuppelte Tambour ist über Pendentifs mit dem zentralen Viereck von Gurtbögen verbunden, an die sich über den Seitenschiffen Tonnengewölbe quer zu den Gewölben des Hauptraums anschließen. Die Wände des Tambours sind außen zwölfseitig und ruhen teilweise auf den Gewölben, die von den Gurtbögen ausgehen. Die drei Apsiden an der Ostwand sind durch schmale Türen miteinander verbunden. Im westlichen Narthex führt eine Treppe zur Empore. Ursprünglich gab es zwei Eingänge an der Westwand des Narthex, von denen der südliche zugemauert wurde. Beim Nordeingang ist ein dreistöckiger, offener Glockenturm angebaut, dessen erstes Stockwerk aus zwei Säulen und zwei Pilastern an der Westwand des Narthex besteht, die mit Rundbögen verbunden sind. Das mittlere Stockwerk befindet sich auf Höhe der Empore und ist von dort zugänglich. Eine Kuppel überdeckt das achteckige Obergeschoss.
Etwa 250 Meter östlich befand sich die große, Gregor von Nyssa geweihte, griechisch-orthodoxe Klosterkirche, vermutlich gegründet von Eudokia Palaiologina (um 1265–1301), der Gemahlin des Großkomnenen Johannes II. Noch Anfang des 17. Jahrhunderts lebten Mönche in dem Kloster. Nach 1665 – Umwandlung der bisherigen St.-Philippus-Kathedrale zur Kudrettin-Moschee – diente St. Gregor als Kathedrale. Im Jahr 1863 (1866) wurde die Kathedrale neu aufgebaut und behielt ihre Funktion bis 1923. Vor 1943 wurde das Gebäude zerstört.
Die İskender Paşa Camii befindet sich in der Nähe der Gemeindeverwaltung (Trabzon Belediye) östlich der Kirche G am Taksim-Platz. Die rechteckige, überkuppelte Moschee ließ im 16. Jahrhundert İskender Paşa, ein Pascha des Trabzon-Eyâlet errichten. Umbauten und Erweiterungen erfolgten unter anderem im 17. Jahrhundert und 1883, als der Portikus, der als erweiterter Betsaal (son cemaat yeri) dient, vor die Nordwand angebaut wurde.

### Westlich der Zitadelle
Das bedeutendste Bauwerk der Stadt ist die Hagia Sophia (heute Aya Sofya) drei Kilometer vom Zentrum in einem westlichen Außenbezirk. Die Klosterkirche wurde unter Kaiser Manuel I. (reg. 1238–1263) erbaut und im 16. Jahrhundert in eine Moschee umgewandelt. Der Baubeginn des Glockenturms 1426 fällt in die Regierungszeit des Kaisers Alexios IV. (reg. 1417–1429), fertiggestellt wurde er unter seinem Nachfolger Johannes IV. (reg. 1429–1459). 1880 ließ ein strenggläubiger Muslim die prächtigen Wandmalereien überweißeln, Mitte des 20. Jahrhunderts wurden sie restauriert. Mitte 2013 wurde das bisherige Museum erstmals wieder als Moschee genutzt.

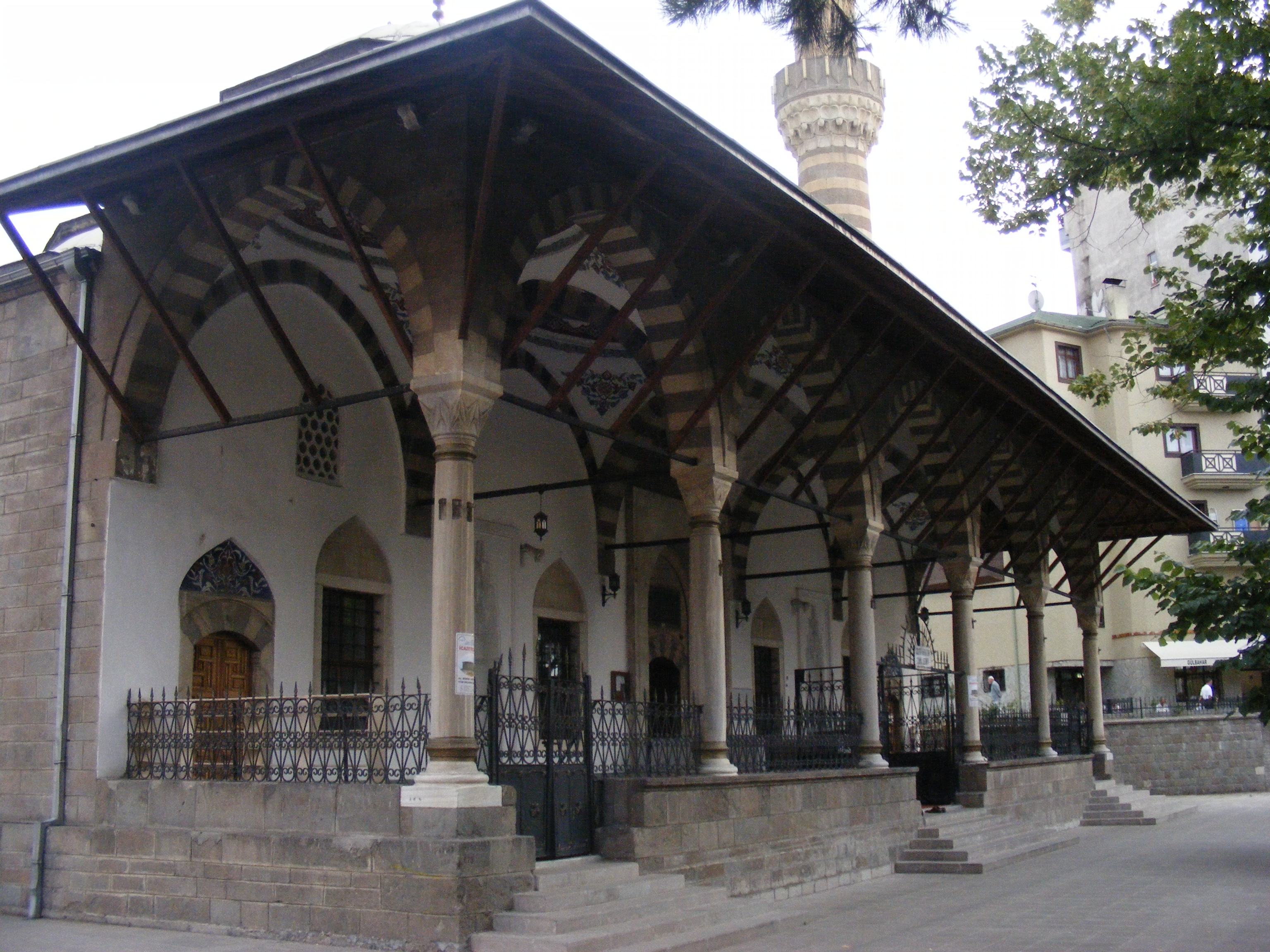
Gülbahar Hatun-Moschee. Portikus an der Nordseite. Die sechs Marmorsäulen stammen aus dem Anfang des 20. Jahrhunderts.

Die Gülbahar Hatun Camii, auch Hatuniye Camii oder Büyük İmaret Camii, ist eine vor 1515 errichtete Moschee auf der Westseite des Tals gegenüber der mittleren Festungsstadt. Sie wurde für Gülbahar Hatun, die Gemahlin von Sultan Bayezid II. (reg. 1481–1512) und Mutter von Sultan Selim I. (reg. 1512–1520) errichtet. Ihr griechischer Geburtsname war Maria. 1468 heiratete Kronprinz Bayezid die Prinzessin aus Trabzon, die für ihre guten Taten später den Beinamen Gülbahar („Frühlingsrose“) erhielt. Die Moschee ist ein quadratischer Bau mit einer zentralen Kuppel über einem zwölfseitigen Tambour. Zwei kleinere überkuppelte Räume sind am nördlichen Ende der Ost- und Westwand angebaut. Vor der so verlängerten Nordwand wurde eine Eingangsvorhalle mit weit ausladendem Dach angebaut. Eine Reihe von fünf Kuppeln über achteckigen Tambouren gliedert das Dach der Vorhalle.

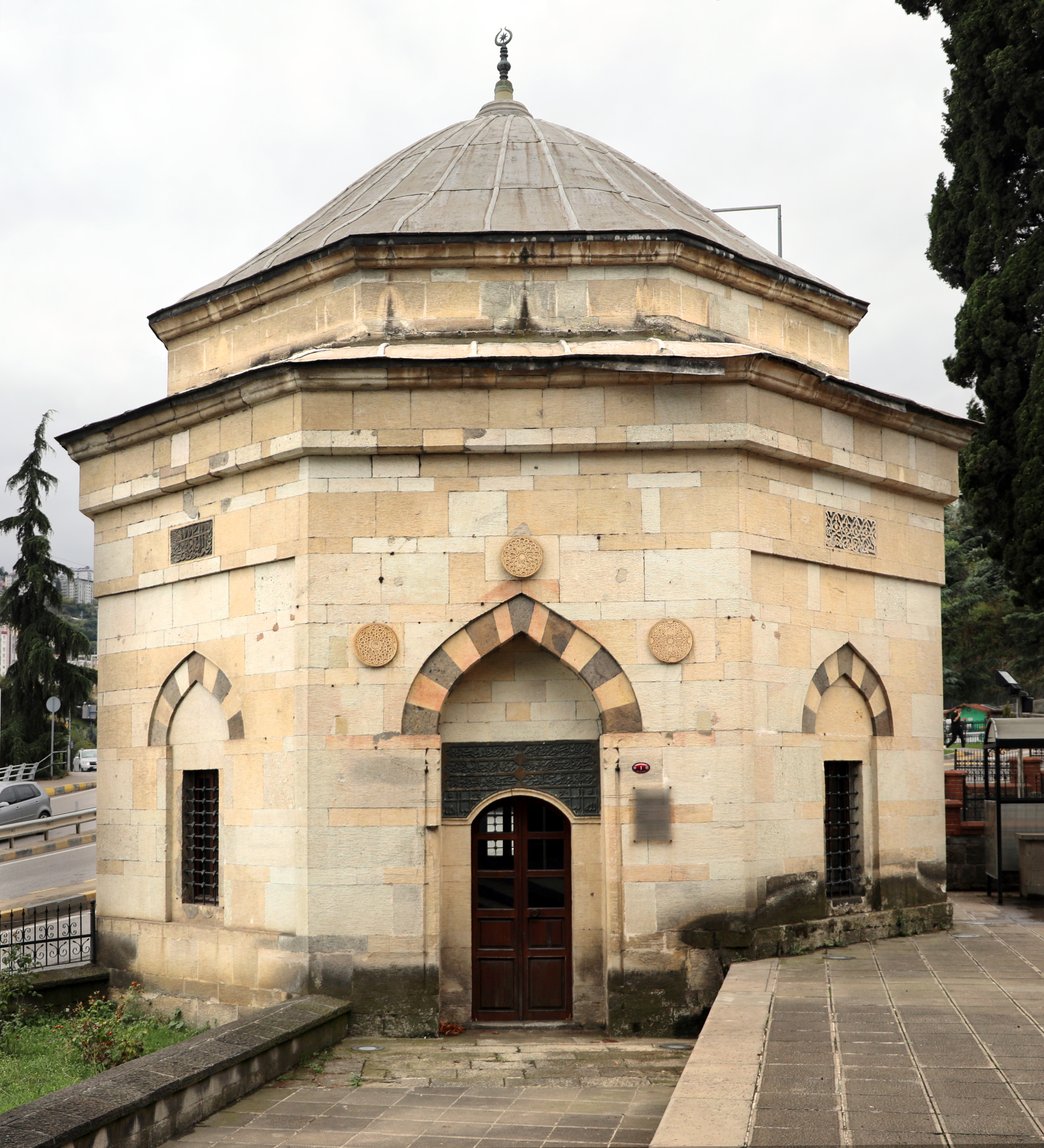
Türbe für Gülbahar Hatun

Im Hof östlich neben der Moschee steht die 1505/06 datierte Türbe, in der Gülbahar Hatun bestattet ist. Das oktogonale Gebäude besitzt ein zweistufiges Dach, das durch den aufgesetzten Tambour mit seiner Kuppel gebildet wird. Die Tür und alle Fenster werden durch einen Spitzbogen aus schwarz-weißen Steinquadern über einer Blendnische betont. Im Innern erfolgt der Übergang von der Kuppel zu den Wänden durch einfache Bogenfelder.
Etwa 200 Meter nördlich, nahe der Küste, steht die Küçük Fatih Camii, ein etwa ins 12. Jahrhundert datierter Kirchenbau, der ursprünglich dem Heiligen Akindinos geweiht war und später zu einer Moschee umfunktioniert und durch ein Minarett ergänzt wurde. Die polygonale Apsis der einschiffigen Kirche und Teile der Ostwand wurden zur Zeit des Trapezunter Kaiserreichs neugebaut, als auch ein Anbau mit Satteldach im Norden dazukam.
Noch einige Meter weiter zur Küste hin steht die Kirche für Johannes den Täufer Exoteicho („außerhalb der Mauern“) aus dem Jahr 1856 (Kirche H). Eine Kirche von 1306 an dieser Stelle wurde für den Neubau abgerissen. Die kreuzförmige Anlage innerhalb eines rechteckigen Grundplans ähnelt der Kirche G und besitzt an der Westseite einen Narthex, der von Westen zugänglich ist. Hinter dem Eingang führt eine Treppe zur Empore. Die Kuppel überdeckt einen achteckigen Tambour. 1966 diente das Gebäude als Lagerraum. 1884 besaß die Bibliothek der Kirche ein griechisches Manuskript aus dem 14. Jahrhundert, das sich seit 1929 in der Sammlung der University of Chicago befindet.

### Zwischen Hafen und Boztepe

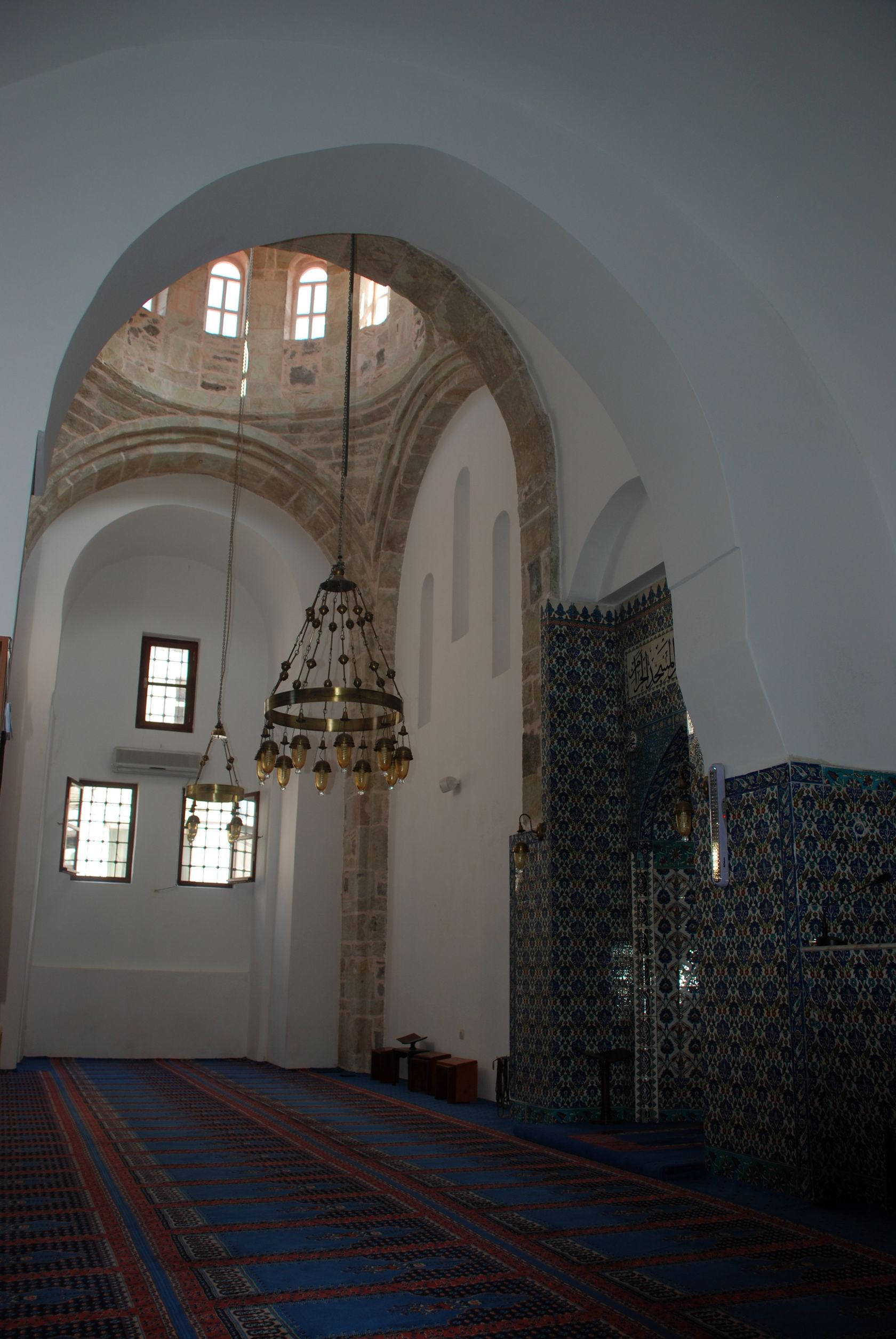
Kudrettin-Moschee. Vom erweiterten Westbau Richtung ursprünglichem Kuppelraum

Die Kudrettin Camii in einem Altstadtviertel direkt oberhalb des Hafenbeckens wurde als Kirche des Heiligen Phillip im 14. Jahrhundert (etwa 1300) erbaut. Sie soll von Anna, der Tochter des Kaisers Alexios III. (reg. 1349–1390) gegründet worden sein. Der kleine Kuppelbau besitzt durch eine spätere Erweiterung nach Westen einen einschiffigen Kirchenraum mit einer außen polygonalen Apsis. Der Tambour ist außen zwölfeckig und sorgt durch große Fenster für Helligkeit im Innern. Ab der osmanischen Eroberung 1461 fungierte die Phillipskirche als Kathedrale, weshalb wohl die Erweiterung erforderlich wurde. 1665 wurde sie in eine Moschee umgewandelt, dabei wurden der ursprüngliche Eingang im Süden und von der Vorhalle im Westen zugemauert und ein neuer Eingang mit Vorhalle im Norden geschaffen.
Die Sabas-Höhlenkirchen (türkisch Maşatlık Mağaraları) sind nicht zugänglich. Die Höhlenkirchen liegen am Steilhang des Boztepe südöstlich der Kudrettin Camii. Die östliche Höhlenkapelle wurde im Jahr 1411 ausgemalt, die beiden im Westen vermutlich in der zweiten Hälfte des 13. Jahrhunderts. In der Hauptkirche, die in die erste Hälfte des 15. Jahrhunderts datiert wird, sind Fresken mit biblischen Szenen aus derselben Zeit teilweise noch gut erhalten.

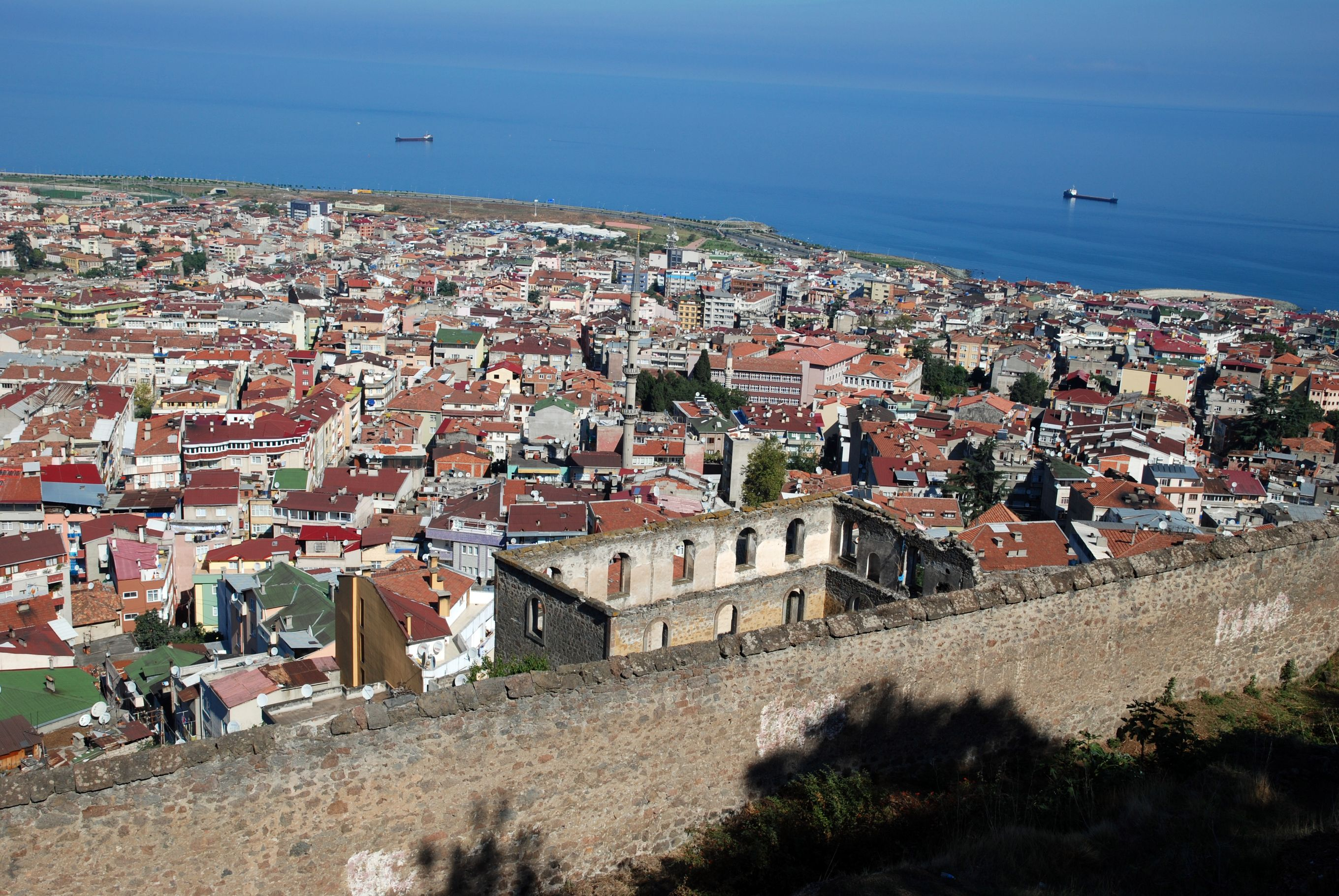
Kızlar Manastırı vom Boztepe

Drei Kilometer vom Zentrum, am Osthang des Boztepe, sind die Ruinen des armenischen Klosters Kaymaklı erhalten. Der türkische Name Kaymaklı Manastırı („Sahnekloster“) verdankt sich dem sogenannten Milchbrunnen, den es früher neben der Hauptkirche gegeben haben soll. Bis 1915 lebten hier armenische Mönche. Mehrere Höhlen dienten als Mönchsunterkünfte, andere als Kapellen.
Das griechische Nonnenkloster Panaghia Theoskepastos (die von Gott beschützte Muttergottes, türkisch Kızlar Manastırı, „Mädchenkloster“) am Nordwesthang des Boztepe wurde an der Stelle einer Mithras-Kulthöhle (Mithräum) eingerichtet. Die Höhle wurde in frühbyzantinischer Zeit als Kirche genutzt und enthält noch Freskenreste in der Apsis. Unter Alexios III. gründete Prinzessin Irene Komnena das Kloster neu. Kaiser Manuel III. (reg. 1390–1417) und dessen Sohn Andronikos liegen hier begraben, die Grabstätte des Letzteren ist unter einem Dach erhalten, die übrigen Grabbauten stammen wie die Gebäuderuinen aus dem 19. Jahrhundert. Bis 1923 lebten griechische Nonnen in dem Kloster. Die bis zur Dachkante erhaltenen Außenmauern sind vom Picknickplatz auf dem Boztepe von oben zu sehen.

## Sport
Trabzon beherbergt den international bedeutsamen Fußballverein Trabzonspor. Die Mannschaft hat bis jetzt sieben Meisterschaften gefeiert und neun Mal den türkischen Pokal gewonnen. Trabzonspor ist damit eine der vier erfolgreichsten Mannschaften in der Türkei.

## Söhne und Töchter der Stadt
- Ahmet Ali Ağaoğlu (* 1957), Sportfunktionär und Geschäftsmann
- Samet Akaydin (* 1994), Fußballspieler
- Muhammed Altıntaş (* 1964), Fußballspieler
- Zülha Armutçu (* 2002), Sprinterin
- Ömür Arpacı (* 1982), Schauspieler
- Batuhan Artarslan (* 1994), Fußballspieler
- Aşkın Asan (* 1965), Diplomatin, Politikerin und Hochschullehrerin
- Ömer Asan (* 1961), Volkskundler, Fotograf und Autor
- Athanasios Athonitis (um 925 – um 1000), Mönch und Klostergründer
- Selçuk Aydın (* 1983), Boxer
- Sedat Bayrak (* 1981), Fußballspieler
- Erdoğan Bayraktar (* 1948), Politiker
- Ragıp Başdağ (* 1978), Fußballspieler
- Bessarion (1403–1472), byzantinischer Theologe und Humanist
- Ahmet Nur Çebi (* 1959), Sportfunktionär
- Tayfun Cora (* 1983), Fußballspieler
- Hüseyin Çimşir (* 1979), Fußballspieler
- Mustafa Demir (1961–2025), Politiker
- Gökhan Durmuş (* 1987), Fußballspieler
- Uğur Erdener (* 1950), Augenarzt und Sportfunktionär
- Mustafa Eskihellaç (* 1997), Fußballspieler
- Yaşar Nezih Eyüboğlu (* 1962), Theaterschauspieler
- Ignazio Ghiurekian (1833–1921), armenisch-katholischer Ordensgeistlicher, Generalabt der Mechitaristen von Venedig
- Ahmet Gülay (* 2003), Fußballspieler
- Şenol Güneş (* 1952), Fußballspieler und -trainer
- Yusuf Güney (* 1984), Popmusiker
- Olcay Gür (* 1991), Liechtensteiner Fußballspieler türkischer Abstammung
- Hemaiag Bedros XVII. Guedikian (1905–1998), Patriarch von Kilikien
- Charles Henri Hochstrasser (1906–1973), Schweizer Manager
- Dilek İmamoğlu (* 1974), Politikerin und Menschenrechtlerin
- Johannes VIII. Xiphilinus (um 1010–1075), Patriarch von Konstantinopel
- Ahmetcan Kaplan (* 2003), Fußballspieler
- Mehmut Şevket Karman (1912–1989), Skilangläufer und Skirennläufer
- Tugay Kerimoğlu (* 1970), Fußballspieler
- Batuhan Kör (* 2001), Fußballspieler
- Hakan Macit (* 1981), Fußballspieler
- Salih Malkoçoğlu (* 2005), Fußballspieler
- Barış Memiş (* 1990), Fußballspieler
- Kemal Memişoğlu (* 1966), Mediziner und Politiker
- Kağan Moradaoğlu (* 2003), Fußballspieler
- Faruk Nafız Özak (* 1946), Bauingenieur und Minister
- Ahmet Suat Özyazıcı (1936–2023), türkischer Fußballspieler
- Dimitrios Partsalidis (1905–1980), griechischer Politiker
- Ioannis Pasalidis (1889–1968), griechischer Politiker
- Muhammet Reis (* 1984), Fußballspieler
- Oktay Rifat (1914–1988), Jurist und Schriftsteller
- Fuat Saka (* 1952), Musiker
- Sergei Serafimow (1878–1939), russisch-sowjetischer Architekt und Hochschullehrer
- Mine Soley (* 1946), Schauspielerin
- Süleyman I. der Prächtige (um 1495–1565), osmanischer Sultan
- Özkan Sümer (1937–2020), Fußballspieler
- Cevdet Sunay (1899–1982), General und fünfter Präsident der Republik Türkei
- Leon Surmelian (1905–1995), US-amerikanischer Schriftsteller
- Fatih Tekke (* 1977), Fußballspieler
- Haig Tiriakian (1871–1915), armenischer Verleger
- Nihat Tosun (* 1959), stellvertretender Gesundheitsminister
- Sali Turan (* 1949), Maler
- Mehmet Cahit Turhan (* 1960), Politiker
- Bahriye Üçok (1919–1990), Geisteswissenschaftlerin, Journalistin und Politikerin
- Haluk Ulusoy (* 1958), ehemaliger Vorsitzender des türkischen Fußballverbandes
- Umay Umay (* 1966), Sängerin
- Cemil Usta (1951–2003), Fußballspieler
- Ali Rıza Uzuner (1926–2013), Politiker
- Huysuz Virjin (1932–2020), Travestiekünstler
- Burak Yeter (* 1982), Produzent und DJ
- Güngör Yilmaz (* 1961), deutsche Politikerin (Grüne)

## Partnerstädte
Trabzon unterhält partnerschaftliche Beziehungen zu
- Sotschi, Russland (1993)
- Rizhao, Volksrepublik China (1997)
- Szigetvár, Ungarn (1998)
- Batumi, Georgien (2000)
- Rascht, Iran (2000)
- Zandschan, Iran (2001)
- Dortmund, Deutschland (2014)

## Klimatabelle
|                        | Jan  | Feb  | Mär  | Apr  | Mai  | Jun  | Jul  | Aug  | Sep  | Okt   | Nov   | Dez  |   |       |
| Mittl. Temperatur (°C) | 7,3  | 7,2  | 8,3  | 11,7 | 15,9 | 20,3 | 23,0 | 23,4 | 20,3 | 16,5  | 12,8  | 9,4  | ⌀ | 14,7  |
| Mittl. Tagesmax. (°C)  | 10,7 | 10,7 | 11,9 | 15,4 | 19,1 | 23,2 | 25,9 | 26,6 | 23,7 | 20,0  | 16,5  | 12,9 | ⌀ | 18,1  |
| Mittl. Tagesmin. (°C)  | 4,6  | 4,3  | 5,4  | 8,7  | 12,9 | 17,1 | 20,0 | 20,5 | 17,4 | 13,7  | 10,0  | 6,7  | ⌀ | 11,8  |
|                        |      |      |      |      |      |      |      |      |      |       |       |      |   |       |
| Niederschlag (mm)      | 82,7 | 64,3 | 59,1 | 56,6 | 52,1 | 51,5 | 35,6 | 48,3 | 78,7 | 114,3 | 100,5 | 85,2 | Σ | 828,9 |
|                        |      |      |      |      |      |      |      |      |      |       |       |      |   |       |
| Sonnenstunden (h/d)    | 2,8  | 3,3  | 3,5  | 4,3  | 5,7  | 7,1  | 6,1  | 5,7  | 5,0  | 4,6   | 3,7   | 2,7  | ⌀ | 4,5   |
|                        |      |      |      |      |      |      |      |      |      |       |       |      |   |       |
| Regentage (d)          | 13,0 | 12,6 | 13,8 | 13,7 | 13,1 | 11,0 | 8,3  | 8,8  | 11,6 | 12,9  | 12,2  | 12,7 | Σ | 143,7 |

| 4,6 |

| 4,3 |

| 5,4 |

| 8,7 |

| 12,9 |

| 17,1 |

| 20,0 |

| 20,5 |

| 17,4 |

| 13,7 |

| 10,0 |

| 6,7 |

| 4,6 |

| 4,3 |

| 5,4 |

| 8,7 |

| 12,9 |

| 17,1 |

| 20,0 |

| 20,5 |

| 17,4 |

| 13,7 |

| 10,0 |

| 6,7 |